# Gmina Kluczewsko
Die Gmina Kluczewsko ist eine Landgemeinde im Powiat Włoszczowski der Woiwodschaft Heiligkreuz in Polen. Ihr Sitz ist das gleichnamige Dorf mit etwa 800 Einwohnern.

## Gliederung
Zur Landgemeinde (gmina wiejska) Kluczewsko gehören folgende Ortsteile mit einem Schulzenamt:
- Bobrowniki
- Bobrowska Wola
- Boża Wola
- Brzeście
- Ciemiętniki
- Dąbrowy
- Dobromierz
- Eliaszówka
- Jakubowice
- Januszewice
- Jeżowiec
- Kluczewsko
- Kolonia Bobrowska Wola
- Kolonia Łapczyna Wola
- Kolonia Mrowina
- Kolonia Pilczyca
- Komorniki
- Komparzów
- Koprusza
- Krogulec
- Lubicz
- Łapczyna Wola
- Miedziana Góra
- Mrowina
- Nowiny
- Pilczyca
- Rączki
- Rzewuszyce
- Stanowiska
- Zabrodzie
- Zalesie

Weitere Ortschaften der Gemeinde sind:
- Bobrowska Wola Kamienna
- Bytomka
- Błota
- Dąbrowa
- Gradek
- Kopalina
- Kąty
- Lubicz
- Pagory
- Pod Korzeniem
- Poręba
- Praczka
- Rudka
- Stoczyska
- Zmarłe
- Żabiniec